# Organa Peak
Der Organa Peak (englisch; bulgarisch връх Органа wrach Organa) ist ein 1270 m hoher Berg auf Smith Island im Archipel der Südlichen Shetlandinseln. In der Imeon Range ragt er 6,9 km nordöstlich des Kap James und 1,6 km südsüdwestlich des Riggs Peak auf. der Letniza-Gletscher liegt östlich und südöstlich von ihm.
Bulgarische Wissenschaftler kartierten ihn 2008. Die bulgarische Kommission für Antarktische Geographische Namen benannte ihn im selben Jahr nach dem protobulgarischen Anführer Organa, Onkel des späteren Khan Kubrat im 7. Jahrhundert.